# Tổng tuyển cử Liban 2018
Cuộc tổng tuyển cử được tổ chức tại Liban ngày 6 tháng 5 năm 2018. Ban đầu, nó được lên kế hoạch tổ chức vào năm 2013; tuy nhiên do các thất bại lặp đi lặp lại của Nghị viện trong việc bầu cử tổng thống nên tối thiểu hai phần ba nghị viện đã chấp nhận kéo dài nhiệm kỳ đến năm 2017, và một lần nữa đến năm 2018. Theo các kết quả được công bố, Hezbollah và đồng minh có chiến thắng cách biệt trong khi Phong trào Tương lai của Thủ tướng Saad Hariri mất đi một phần ba số ghế. Lực lượng Liban, một đảng Kitô hữu đối lập với Hezbollah tăng gần gấp đôi số ghế từ 8 lên 15 trong khối Sức mạnh Cộng hòa.

## Bối cảnh
Sau cuộc bầu cử năm 2009, phải mất vài tháng mới có một chính phủ mới. Saad Hariri cuối cùng cũng trở thành thủ tướng trong khi một chính phủ mới thành lập do liên minh 14 tháng 3 dẫn đầu. Khoảng một năm sau, đảng PSP của Walid Jumblatt đã tách khỏi chính phủ do liên minh 14 tháng 3 dẫn đầu và rút các bộ trưởng của mình khỏi chính phủ. Jumblatt sau đó đã đến Syria lần đầu tiên sau vài thập niên và đã gặp Bashar al-Assad. Sau khi chính phủ sụp đổ vì vấn đề về Tòa án đặc biệt về Liban, một chính phủ mới được thành lập bởi Najib Mikati bao gồm các đảng trong liên minh 8 tháng 3, bao gồm cả PSP.
Trong suốt cuộc nội chiến Syria, xung đột đã phát triển ở Liban khi liên minh 14 tháng 3 ủng hộ  các phe đối lập ở Syria trong khi liên minh 8 tháng 3 thì ủng hộ chính phủ Syria, đặc biệt trong giai đoạn đầu. Do đó liên minh 8 tháng 3 đã phải đối mặt với các cáo buộc của phe đối lập và phương tiện truyền thông liên đới về việc giúp đỡ cho chính phủ Syria. Khi cuộc xung đột bắt đầu tràn vào Liban, nó đều bắt đầu từ những người tị nạn Syria và sự đa dạng tôn giáo của Liban, căng thẳng phát triển. Một loạt vụ bắt cóc và tấn công đe dọa vào các giáo phái, một số đã gây chết người.
Vào ngày 22 tháng 3 năm 2013, Mikati từ chức sau khi thất bại trong việc bổ nhiệm một ủy ban giám sát bầu cử và sự gia hạn của lãnh đạo Lực lượng An ninh Nội bộ (ISF), Ashraf Rifi, người dự kiến sẽ về hưu vào tháng tư. Vào ngày 5 tháng 4, một ứng cử viên đồng thuận cho chứng thủ tướng thuộc liên minh 14 tháng 3 đã được công bố là Tammam Salam.

## Hoãn
Tổng thống mới nên được nghị viện bầu trước khi cuộc bầu cử lập pháp diễn ra. Tuy nhiên có một bế tắc khiến sau 14 cuộc họp mà nghị viện vẫn chưa bầu được tổng thống. Do đó, vào ngày 5 tháng 11 năm 2014, nghị viện đã quyết định kéo dài nhiệm kỳ trong vòng 2 năm và 7 tháng. Bế tắc được cho là phát sinh từ tình hình trong cuộc nội chiến tại Syria, nơi mà cả hai liên minh chính ở Liban đều tham gia vào, cũng như do sự rắc rối trong hệ thống chính trị thú vị của Liban.

## Hệ thống bầu cử

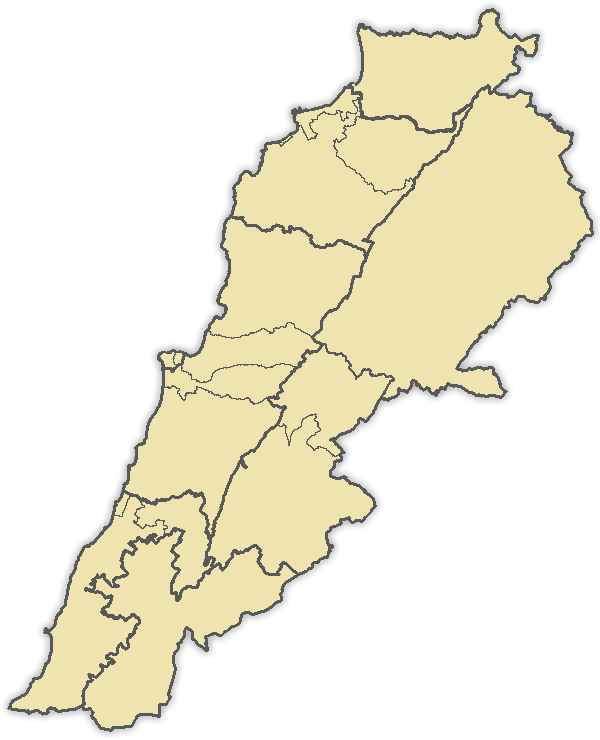
Các khu bầu cử theo luật bầu cử năm 2017

Vào tháng 6 năm 2017, một luật bầu cử mới được thông qua, thay thế hệ thống trước đó, trong đó 128 nghị sĩ sẽ được bầu từ 26 khu bầu cử khác nhau và các ứng cử viên có số phiếu cao nhất trong mỗi cộng đồng tôn giáo thì thắng cử. Luật bầu cử mới đã thiết lập đại diện theo tỷ lệ trong 15 khu bầu cử mới. Tuy nhiên, 7 trong 15 khu bầu cử được chi thành hai hoặc nhiều "quận nhỏ" (phần lớn tương ứng với các khu bầu cử nhỏ hơn theo luật cũ). Nếu có thể, phiếu bầu cũng có thể tính ở cấp "quận nhỏ".
Các cá nhân có thể nộp đơn ứng cử nghị sĩ cho đến nửa đêm ngày 6 tháng 3 năm 2018. 976 ứng cử viên đã đăng ký, trong đó có 111 phụ nữ. Các ứng cử viên có nghĩa vụ tham gia vào danh sách, được hoàn thành trước 26 tháng 3 năm 2018.
| Khu bầu cử theo luật bầu cử năm 2007 | Cử tri đã đăng ký | Số ghế | SU | SH | DR | AL | MA | GO | GC | AO | AC | TL | TS |
| --- | ----------------- | ------ | -- | -- | -- | -- | -- | -- | -- | -- | -- | -- | -- |
| Beirut I (Đông Beirut) | 134.355           | 8      |    |    |    |    | 1  | 1  | 1  | 3  | 1  |    | 1  |
| Beirut II (Tây Beirut) | 353.164           | 11     | 6  | 2  | 1  |    |    | 1  |    |    |    | 1  |    |
| Bekaa I (Zahle) | 174.944           | 7      | 1  | 1  |    |    | 1  | 1  | 2  | 1  |    |    |    |
| Bekaa II (Tây Bekaa-Rachaya) | 143.653           | 6      | 2  | 1  | 1  |    | 1  | 1  |    |    |    |    |    |
| Bekaa III (Baalbek-Hermel) | 345.404           | 10     | 2  | 6  |    |    | 1  |    | 1  |    |    |    |    |
| Núi Liban I (Jbeil-Kesrwan) | 176.818           | 8      |    | 1  |    |    | 7  |    |    |    |    |    |    |
| Núi Liban II (Metn) | 179.789           | 8      |    |    |    |    | 4  | 2  | 1  | 1  |    |    |    |
| Núi Liban III (Baabda) | 166.157           | 6      |    | 2  | 1  |    | 3  |    |    |    |    |    |    |
| Núi Liban IV (Aley-Chouf) | 329.595           | 13     | 2  |    | 4  |    | 5  | 1  | 1  |    |    |    |    |
| Bắc I (Akkar) | 174.944           | 7      | 3  |    |    | 1  | 1  | 2  |    |    |    |    |    |
| Bắc II (Tripoli-Minnieh-Dennieh) | 350.147           | 11     | 8  |    |    | 1  | 1  | 1  |    |    |    |    |    |
| Bắc III (Bcharre-Zghorta-Batroun-Koura)                                                                                                  | 249.454           | 10     |    |    |    |    | 7  | 3  |    |    |    |    |    |
| Nam I (Saida-Jezzine) | 122.382           | 5      | 2  |    |    |    | 2  |    | 1  |    |    |    |    |
| Nam II (Zahrany-Tyre) | 304.217           | 7      |    | 6  |    |    |    |    | 1  |    |    |    |    |
| Nam III (Marjaayoun-Nabatieh-Hasbaya-Bint Jbeil)                                                                                         | 460.491           | 11     | 1  | 8  | 1  |    |    | 1  |    |    |    |    |    |
| Source: Daily Star Lưu trữ ngày 24 tháng 8 năm 2018 tại Wayback Machine, Daily Star Lưu trữ ngày 22 tháng 4 năm 2018 tại Wayback Machine |                   |        |    |    |    |    |    |    |    |    |    |    |    |

| Khu bầu cử theo luật bầu cử 2008 | Khu bầu cử theo luật bầu cử 2017 |
| -------------------------------- | -------------------------------- |
| Beirut I                         | Beirut I                         |
| Beirut II                        | bãi bỏ                           |
| Beirut III                       | Beirut II                        |
| Zahle                            | Bekaa I                          |
| Tây Bekaa-Rachaya                | Bekaa II                         |
| Baalbek-Hermel                   | Bekaa III                        |
| Jbeil                            | Núi Liban I                      |
| Kesrwan                          | Núi Liban I                      |
| Metn                             | Núi Liban II                     |
| Baabda                           | Núi Liban III                    |
| Aley                             | Núi Liban IV                     |
| Chouf                            | Núi Liban IV                     |
| Akkar                            | Bắc I                            |
| Minnieh-Dennieh                  | Bắc II                           |
| Tripoli                          | Bắc II                           |
| Batroun                          | Bắc III                          |
| Bcharre                          | Bắc III                          |
| Koura                            | Bắc III                          |
| Zgharta                          | Bắc III                          |
| Jezzine                          | Nam I                            |
| Saida                            | Nam I                            |
| Tyre                             | Nam II                           |
| Zahrani                          | Nam II                           |
| Bint Jbeil                       | Nam III                          |
| Marjayoun-Hasbaya                | Nam III                          |
| Nabatieh                         | Nam III                          |

## Tuyển cử
Nhóm cử tri Sunni chiếm đa số tại ba khu vực bầu cử (Beirut I, Bắc I và Bắc II), ba khu này chiếm hai phần ba tổng số cử tri Sunni. Tương tự như vây, các cử tri Shia chiếm đa số ở Bekaa III, Nam II và Nam III, cùng nhau chiếm tới 79% tổng số cử tri Shia.
63% cử tri Druze đăng ký ở khu bầu cử Núi Liban IV, nơi bầu bốn trong số 8 nghị sĩ Druze. 97% cử tri Druze đăng ký ở những khu vực mà các nghị sĩ Druze được bầu. 96% cử tri Alawite đăng ký ở hai khu Bắc I hoặc Bắc II, hai khu này đều bầu ra một nghị sĩ Alawite.
Các tín đồ Công giáo Maronite chiếm đa số cử tri ở Núi Liban I và Bắc III; hai khu này chiếm 42% tổng cử tri Maronite. Bắc III cũng là nơi tập trung nhiều nhất các cử tri Chính thống giáo Hy Lạp (20,7%), chiếm khoảng 1/5 tổng số cử tri Chính thống giáo Hy Lạp cả nước. Theo số liệu năm 2017, Chính thống giáo Hy Lạp chiếm 58% số cử tri ở quận nhỏ Koura thuộc Bắc III. Bekaa I là nơi tập trung nhiều nhất các cử tri Công giáo Hy Lạp, khoảng một phần năm số cử tri Công giáo Hy Lạp toàn quốc.
Beirut I là nơi tập trung nhiều nhất các cử tri Chính thống Armenia và Công giáo Armenia, những người bầu 4 trong 6 nghị sĩ Armenia. Các nhóm tôn giáo thiểu số (Chính thống giáo Syriac, Công giáo Syriac, Công giáo La Mã, Giáo hội Chaldean, Chính thống giáo Assyrian và người Copt) hiện đang ở khu Beirut I, nơi có số lượng lớn nhất các tín đồ thiểu số.
Các cử tri Do Thái chủ yếu đăng ký ở khu Beirut II, nơi họ chiếm 1,31% số cử tri. Tuy nhiên, trong cuộc bầu cử năm 2009 chỉ có năm người Do Thái bỏ phiếu ở khu Beirut III.
Dưới đây là tóm tắt về nhân khẩu học của các cử tri Liban với dữ liệu năm 2017, trong các quận hành chính qada (hoặc trong trường hợp của Beirut là các khu bầu cử theo luật cũ):
| Qada                    | Khu bầu cử mới (luật mới) | Sunni                  | Sunni | Sunni   | Shia                   | Shia  | Shia    | Druze                  | Druze | Druze   | Alawite                | Alawite | Alawite | Giáo hội Maronite      | Giáo hội Maronite | Giáo hội Maronite | Chính thống giáo Hy Lạp | Chính thống giáo Hy Lạp | Chính thống giáo Hy Lạp | Công giáo Hy Lạp       | Công giáo Hy Lạp | Công giáo Hy Lạp | Chính thống giáo Armenia | Chính thống giáo Armenia | Chính thống giáo Armenia | Công giáo Armenia      | Công giáo Armenia | Công giáo Armenia | Chính thống giáo Syriac | Chính thống giáo Syriac | Công giáo Syriac       | Công giáo Syriac | Thiểu số khác          | Thiểu số khác | Thiểu số khác | Tin Lành               | Tin Lành | Tin Lành | Do Thái giáo           | Do Thái giáo | "Khác"                 | "Khác" | Tổng                   |
| Qada                    | Khu bầu cử mới (luật mới) | Tổng số cử tri đăng ký | %     | Nghị sĩ | Tổng số cử tri đăng ký | %     | Nghị sĩ | Tổng số cử tri đăng ký | %     | Nghị sĩ | Tổng số cử tri đăng ký | %       | Nghị sĩ | Tổng số cử tri đăng ký | %                 | Nghị sĩ           | Tổng số cử tri đăng ký  | %                       | Nghị sĩ                 | Tổng số cử tri đăng ký | %                | Nghị sĩ          | Tổng số cử tri đăng ký   | %                        | Nghị sĩ                  | Tổng số cử tri đăng ký | %                 | Nghị sĩ           | Tổng số cử tri đăng ký  | %                       | Tổng số cử tri đăng ký | %                | Tổng số cử tri đăng ký | %             | Nghị sĩ       | Tổng số cử tri đăng ký | %        | Nghị sĩ  | Tổng số cử tri đăng ký | %            | Tổng số cử tri đăng ký | %      | Tổng số cử tri đăng ký |
| ----------------------- | ------------------------- | ---------------------- | ----- | ------- | ---------------------- | ----- | ------- | ---------------------- | ----- | ------- | ---------------------- | ------- | ------- | ---------------------- | ----------------- | ----------------- | ----------------------- | ----------------------- | ----------------------- | ---------------------- | ---------------- | ---------------- | ------------------------ | ------------------------ | ------------------------ | ---------------------- | ----------------- | ----------------- | ----------------------- | ----------------------- | ---------------------- | ---------------- | ---------------------- | ------------- | ------------- | ---------------------- | -------- | -------- | ---------------------- | ------------ | ---------------------- | ------ | ---------------------- |
| Akkar                   | Bắc I                     | 186.541                | 67,30 | 3       | 3.289                  | 1,19  |         | 16                     | 0,01  |         | 13.711                 | 4,95    | 1       | 30.617                 | 11,05             | 1                 | 37.541                  | 13,54                   | 2                       | 3.414                  | 1,23             |                  | 174                      | 0,06                     |                          | 67                     | 0,02              |                   | 151                     | 0,05                    | 52                     | 0,02             | 264                    | 0,10          |               | 809                    | 0,29     |          |                        |              | 520                    | 0,19   | 277.166                |
| Aley                    | Núi Liban IV              | 2.602                  | 2,07  |         | 4.254                  | 3,38  |         | 67.304                 | 53,44 | 2       | 6                      | 0,00    |         | 28.685                 | 22,78             | 2                 | 14.615                  | 11,61                   | 1                       | 4.725                  | 3,75             |                  | 845                      | 0,67                     |                          | 191                    | 0,15              |                   | 295                     | 0,23                    | 274                    | 0,22             | 654                    | 0,52          |               | 976                    | 0,78     |          | 41                     | 0,03         | 466                    | 0,37   | 125,933                |
| Baabda                  | Núi Liban III             | 10.867                 | 6,61  |         | 40.470                 | 24,60 | 2       | 28 359                 | 17,24 | 1       | 19                     | 0,01    |         | 56.467                 | 34,33             | 3                 | 12.704                  | 7,72                    |                         | 8.753                  | 5,32             |                  | 1.600                    | 0,97                     |                          | 761                    | 0,46              |                   | 727                     | 0,44                    | 636                    | 0,39             | 1.740                  | 1,06          |               | 697                    | 0,42     |          | 2                      | 0,00         | 691                    | 0,42   | 164.493                |
| Baalbek                 | Bekaa III                 | 41.685                 | 16,16 | 2       | 174.295                | 67,56 | 6       | 31                     | 0,01  |         | 21                     | 0,01    |         | 22.070                 | 8,55              | 1                 | 2.695                   | 1,04                    |                         | 15.386                 | 5,96             | 1                | 210                      | 0,08                     |                          | 44                     | 0,02              |                   | 146                     | 0,06                    | 62                     | 0,02             | 164                    | 0,06          |               | 109                    | 0,04     |          |                        |              | 1.079                  | 0,42   | 257.997                |
| Batroun                 | Bắc III                   | 3.764                  | 6,26  |         | 1.034                  | 1,72  |         | 11                     | 0,02  |         | 42                     | 0,07    |         | 41.964                 | 69,79             | 2                 | 10.070                  | 16,75                   |                         | 1.994                  | 3,32             |                  | 260                      | 0,43                     |                          | 101                    | 0.17              |                   | 182                     | 0.30                    | 80                     | 0,13             | 254                    | 0,42          |               | 80                     | 0,13     |          | 1                      | 0,00         | 291                    | 0,48   | 60.128                 |
| Bcharre                 | Bắc III                   | 109                    | 0,22  |         | 27                     | 0.05  |         |                        | 0.00  |         | 6                      | 0.01    |         | 46,512                 | 94.64             | 2                 | 1,380                   | 2.81                    |                         | 554                    | 1.13             |                  | 81                       | 0.16                     |                          | 26                     | 0.05              |                   | 87                      | 0.18                    | 34                     | 0.07             | 107                    | 0.22          |               | 55                     | 0.11     |          |                        |              | 170                    | 0.35   | 49,148                 |
| Beirut I                | Beirut I                  | 7,214                  | 7.78  |         | 2,401                  | 2.59  |         | 316                    | 0.34  |         | 32                     | 0.03    |         | 17,541                 | 18.92             | 1                 | 22,014                  | 23.74                   | 1                       | 11,776                 | 12.70            | 1                | 14,610                   | 15.76                    | 3                        | 3,991                  | 4.30              | 1                 | 1,445                   | 1.56                    | 3,441                  | 3.71             | 4,766                  | 5.14          | 1             | 2,186                  | 2.36     |          | 49                     | 0.05         | 939                    | 1.01   | 92,721                 |
| Beirut II               | Beirut I/Beirut II        | 34,982                 | 32.19 | [ c ]   | 31,037                 | 28.56 | [ c ]   | 149                    | 0.14  |         | 42                     | 0.04    |         | 4,009                  | 3.69              |                   | 2,697                   | 2.48                    |                         | 2,272                  | 2.09             |                  | 24,544                   | 22.58                    | [ d ]                    | 3,151                  | 2.90              |                   | 333                     | 0.31                    | 871                    | 0.80             | 1,726                  | 1.59          |               | 1,970                  | 1.81     |          | 397                    | 0.37         | 506                    | 0.47   | 108,686                |
| Beirut III              | Beirut II                 | 180,600                | 64.49 | 6       | 44,722                 | 15.97 | 2       | 4,839                  | 1.73  | 1       | 87                     | 0.03    |         | 7,114                  | 2.54              |                   | 14,953                  | 5.34                    | 1                       | 5,702                  | 2.04             |                  | 4,613                    | 1.65                     |                          | 1,008                  | 0.36              |                   | 4,667                   | 1.67                    | 1,423                  | 0.51             | 2,118                  | 0.76          |               | 2,720                  | 0.97     | 1        | 4,056                  | 1.45         | 1,428                  | 0.51   | 280,050                |
| Bint Jbeil              | Nam III                   | 2,024                  | 1.38  |         | 127,571                | 87.09 | 3       | 16                     | 0.01  |         | 10                     | 0.01    |         | 12,596                 | 8.60              |                   | 314                     | 0.21                    |                         | 3,128                  | 2.14             |                  | 70                       | 0.05                     |                          | 45                     | 0.03              |                   | 53                      | 0.04                    | 16                     | 0.01             | 111                    | 0.08          |               | 76                     | 0.05     |          |                        |              | 444                    | 0.30   | 146,474                |
| Chouf                   | Núi Liban IV              | 58,223                 | 29.14 | 2       | 5,984                  | 2.99  |         | 62,238                 | 31.14 | 2       | 10                     | 0.01    |         | 54,401                 | 27.22             | 3                 | 3,179                   | 1.59                    |                         | 12,666                 | 6.34             | 1                | 246                      | 0.12                     |                          | 155                    | 0.08              |                   | 308                     | 0.15                    | 175                    | 0.09             | 487                    | 0.24          |               | 761                    | 0.38     |          | 12                     | 0.01         | 993                    | 0.50   | 199,838                |
| Hasbaya                 | Nam III                   | 23,414                 | 49.34 | 2       | 1,381                  | 2.91  | 2       | 15,342                 | 32.33 | 1       | 2                      | 0.00    |         | 1,966                  | 4.14              |                   | 3,698                   | 7.79                    | 1                       | 1,040                  | 2.19             |                  | 32                       | 0.07                     |                          | 23                     | 0.05              |                   | 31                      | 0.07                    | 12                     | 0.03             | 47                     | 0.10          |               | 297                    | 0.63     |          | 1                      | 0.00         | 165                    | 0.35   | 47,451                 |
| Hermel                  | Bekaa III                 | 1,678                  | 3.27  | [ e ]   | 48,820                 | 95.08 | [ e ]   | 5                      | 0.01  |         | 91                     | 0.18    |         | 609                    | 1.19              | [ e ]             | 14                      | 0.03                    |                         | 19                     | 0.04             | [ e ]            | 4                        | 0.01                     |                          | 2                      | 0.00              |                   | 1                       | 0.00                    | 7                      | 0.01             | 8                      | 0.02          |               | 5                      | 0.01     |          |                        |              | 82                     | 0.16   | 51,345                 |
| Jbeil                   | Núi Liban I               | 2,770                  | 3.39  |         | 16,529                 | 20.25 | 1       | 11                     | 0.01  |         | 8                      | 0.01    |         | 54,718                 | 67.03             | 2                 | 3,708                   | 4.54                    |                         | 1,541                  | 1.89             |                  | 999                      | 1.22                     |                          | 124                    | 0.15              |                   | 207                     | 0.25                    | 115                    | 0.14             | 339                    | 0.42          |               | 166                    | 0.20     |          |                        |              | 399                    | 0.49   | 81,634                 |
| Jezzine                 | Nam I                     | 1,443                  | 2.44  |         | 12,413                 | 20.96 |         | 578                    | 0.98  |         | 6                      | 0.01    |         | 33,443                 | 56.47             |                   | 1,487                   | 2.51                    |                         | 8,597                  | 14.52            | 1                | 145                      | 0.24                     |                          | 89                     | 0.15              |                   | 208                     | 0.35                    | 116                    | 0.20             | 288                    | 0.49          |               | 165                    | 0.28     |          | 1                      | 0.00         | 243                    | 0.41   | 59,222                 |
| Kesrwan                 | Núi Liban I               | 557                    | 0.59  |         | 1,717                  | 1.83  |         | 29                     | 0.03  |         | 8                      | 0.01    |         | 77,487                 | 82.70             | 5                 | 3,547                   | 3.79                    |                         | 4,763                  | 5.08             |                  | 1,581                    | 1.69                     |                          | 779                    | 0.83              |                   | 726                     | 0.77                    | 573                    | 0.61             | 1,066                  | 1.14          |               | 263                    | 0.28     |          | 3                      | 0.00         | 595                    | 0.64   | 93,694                 |
| Koura                   | Bắc III                   | 8,626                  | 14.32 |         | 1,202                  | 1.99  |         | 11                     | 0.02  |         | 478                    | 0.79    |         | 12,991                 | 21.56             |                   | 35,335                  | 58.64                   | 3                       | 713                    | 1.18             |                  | 99                       | 0.16                     |                          | 30                     | 0.05              |                   | 67                      | 0.11                    | 32                     | 0.05             | 187                    | 0.31          |               | 233                    | 0.39     |          |                        |              | 254                    | 0.42   | 60,258                 |
| Marjayoun               | Nam III                   | 4,303                  | 3.83  | [ f ]   | 90,771                 | 80.85 | [ f ]   | 1,001                  | 0.89  | [ f ]   | 5                      | 0.00    |         | 5,557                  | 4.95              |                   | 6,138                   | 5.47                    | [ f ]                   | 2,908                  | 2.59             |                  | 69                       | 0.06                     |                          | 31                     | 0.03              |                   | 51                      | 0.05                    | 27                     | 0.02             | 341                    | 0.30          |               | 899                    | 0.80     |          | 1                      | 0.00         | 165                    | 0.15   | 112,267                |
| Metn                    | Núi Liban II              | 3,791                  | 2.12  |         | 5,387                  | 3.02  |         | 2,361                  | 1.32  |         | 186                    | 0.10    |         | 78,154                 | 43.78             | 4                 | 26,258                  | 14.71                   | 2                       | 17,831                 | 9.99             | 1                | 25,330                   | 14.19                    | 1                        | 6,343                  | 3.55              |                   | 3,708                   | 2.08                    | 1,483                  | 0.83             | 4,054                  | 2.27          |               | 2,719                  | 1.52     |          | 22                     | 0.01         | 903                    | 0.51   | 178,530                |
| Minnieh-Dennieh         | Bắc II                    | 101,971                | 85.93 | 3       | 312                    | 0.26  |         | 3                      | 0.00  |         | 74                     | 0.06    |         | 7,449                  | 6.28              |                   | 8,171                   | 6.89                    |                         | 176                    | 0.15             |                  | 16                       | 0.01                     |                          | 6                      | 0.01              |                   | 17                      | 0.01                    | 7                      | 0.01             | 37                     | 0.03          |               | 42                     | 0.04     |          |                        |              | 390                    | 0.33   | 118,671                |
| Nabatieh                | Nam III                   | 3,142                  | 2.17  |         | 135,407                | 93.59 | 3       | 18                     | 0.01  |         | 21                     | 0.01    |         | 4,031                  | 2.79              |                   | 239                     | 0.17                    |                         | 1,074                  | 0.74             |                  | 15                       | 0.01                     |                          | 18                     | 0.01              |                   | 20                      | 0.01                    | 10                     | 0.01             | 95                     | 0.07          |               | 52                     | 0.04     |          |                        |              | 539                    | 0.37   | 144,681                |
| Rachaya                 | Bekaa II                  | 17,500                 | 36.43 | 2       | 184                    | 0.38  | 1       | 20,068                 | 41.78 | 1       |                        |         |         | 2,108                  | 4.39              | 1                 | 7,170                   | 14.93                   | 1                       | 635                    | 1.32             |                  | 39                       | 0.08                     |                          | 33                     | 0.07              |                   | 31                      | 0.06                    | 109                    | 0.23             | 38                     | 0.08          |               | 77                     | 0.16     |          |                        |              | 46                     | 0.10   | 48,038                 |
| Saida                   | Nam I                     | 50,900                 | 82.53 | 2       | 6,672                  | 10.82 |         | 38                     | 0.06  |         | 4                      | 0.01    |         | 1,323                  | 2.15              |                   | 303                     | 0.49                    |                         | 1,578                  | 2.56             |                  | 215                      | 0.35                     |                          | 31                     | 0.05              |                   | 25                      | 0.04                    | 22                     | 0.04             | 139                    | 0.23          |               | 155                    | 0.25     |          | 1                      | 0.00         | 270                    | 0.44   | 61,676                 |
| Tripoli                 | Bắc II                    | 182,552                | 81.27 | 5       | 2,718                  | 1.21  |         | 33                     | 0.01  |         | 15,806                 | 7.04    | 1       | 5,247                  | 2.34              | 1                 | 12,075                  | 5.38                    | 1                       | 1,477                  | 0.66             |                  | 1,751                    | 0.78                     |                          | 265                    | 0.12              |                   | 300                     | 0.13                    | 215                    | 0.10             | 540                    | 0.24          |               | 583                    | 0.26     |          | 38                     | 0.02         | 1,019                  | 0.45   | 224,619                |
| Tyre                    | Nam II                    | 16,194                 | 8.67  |         | 157,863                | 84.53 | 4       | 19                     | 0.01  |         | 14                     | 0.01    |         | 2,880                  | 1.54              |                   | 807                     | 0.43                    |                         | 6,260                  | 3.35             |                  | 1,072                    | 0.57                     |                          | 149                    | 0.08              |                   | 57                      | 0.03                    | 17                     | 0.01             | 391                    | 0.21          |               | 475                    | 0.25     |          |                        |              | 564                    | 0.30   | 186,762                |
| Tây Bekaa               | Bekaa II                  | 50,547                 | 54.40 | [ h ]   | 20,505                 | 22.07 | [ h ]   | 466                    | 0.50  | [ h ]   |                        |         |         | 8,635                  | 9.29              | [ h ]             | 2,709                   | 2.92                    | [ h ]                   | 9,024                  | 9.71             |                  | 73                       | 0.08                     |                          | 27                     | 0.03              |                   | 79                      | 0.09                    | 41                     | 0.04             | 146                    | 0.16          |               | 347                    | 0.37     |          | 1                      | 0.00         | 312                    | 0.34   | 92,912                 |
| Zahle                   | Bekaa I                   | 48,610                 | 28.17 | 1       | 27,665                 | 16.03 | 1       | 915                    | 0.53  |         | 16                     | 0.01    |         | 28,509                 | 16.52             | 1                 | 16,768                  | 9.72                    | 1                       | 30,043                 | 17.41            | 2                | 8,683                    | 5.03                     | 1                        | 1,803                  | 1.04              |                   | 5,253                   | 3.04                    | 1,071                  | 0.62             | 1,151                  | 0.67          |               | 1,403                  | 0.81     |          | 74                     | 0.04         | 591                    | 0.34   | 172,555                |
| Zahrani                 | Nam II                    | 4,538                  | 4.08  |         | 80,990                 | 72.82 | 2       | 49                     | 0.04  |         | 5                      | 0.00    |         | 11,607                 | 10.44             |                   | 767                     | 0.69                    |                         | 11,963                 | 10.76            | 1                | 100                      | 0.09                     |                          | 49                     | 0.04              |                   | 88                      | 0.08                    | 38                     | 0.03             | 167                    | 0.15          |               | 482                    | 0.43     |          |                        |              | 374                    | 0.34   | 111,217                |
| Zgharta                 | Bắc III                   | 9,976                  | 12.88 |         | 151                    | 0.19  |         | 11                     | 0.01  |         | 76                     | 0.10    |         | 61,121                 | 78.92             | 3                 | 4,378                   | 5.65                    |                         | 868                    | 1.12             |                  | 135                      | 0.17                     |                          | 167                    | 0.22              |                   | 82                      | 0.11                    | 45                     | 0.06             | 172                    | 0.22          |               | 97                     | 0.13     |          |                        |              | 164                    | 0.21   | 77,443                 |
| Total:                  |                           | 1,061,123              | 28.79 | 27      | 1,045,771              | 28.37 | 27      | 204,237                | 5.54  | 8       | 30,786                 | 0.84    | 2       | 719,811                | 19.53             | 34                | 255,734                 | 6.94                    | 14                      | 170,880                | 4.64             | 8                | 87,611                   | 2.38                     | 5                        | 19,509                 | 0.53              | 1                 | 19,345                  | 0.52                    | 11,004                 | 0.30             | 21,597                 | 0.59          | 1             | 18,899                 | 0.51     | 1        | 4,700                  | 0.13         | 14,602                 | 0.40   | 3,685,609              |
| 1. 2. 3. 4. 5. 6. 7. 8. |                           |                        |       |         |                        |       |         |                        |       |         |                        |         |         |                        |                   |                   |                         |                         |                         |                        |                  |                  |                          |                          |                          |                        |                   |                   |                         |                         |                        |                  |                        |               |               |                        |          |          |                        |              |                        |        |                        |
| Nguồn: Lebanon Files    |                           |                        |       |         |                        |       |         |                        |       |         |                        |         |         |                        |                   |                   |                         |                         |                         |                        |                  |                  |                          |                          |                          |                        |                   |                   |                         |                         |                        |                  |                        |               |               |                        |          |          |                        |              |                        |        |                        |

## Các bên ứng cử

### Phong trào Amal

Cờ của Phong trào Amal

Lãnh đạo Amal kiêm Lãnh đạo Nghị viện Liban Nabih Berri đã tổ chức họp báo tại dinh thự Ain al-Tineh của mình vào ngày 19 tháng 2, 2018 để trình bày các chính sách và 16 ứng viên của Amal. Berri nhấn mạnh có một dự án dầu mỏ đang diễn ra và kêu gọi thành lập một công ty dầu quốc gia. Ông tái cam kết Phong trào Amal sẽ tiếp tục chính sách "Nhân dân, Quân đội, Kháng chiến" và sự kiên định với Hezbollah.
Khối Amal-Hezbollah đã tham gia danh sách "Hy vọng và Lòng Trung thành" ở các khu bầu cử Bekaa III, Nam II và Nam III. Tuy nhiên, so với cuộc bầu cử trước đó, khối Amal-Hezbollah không liên minh với Michel Aoun và Phong trào Yêu nước Tự do (FPM) của ông ta. Nhưng trong khi FPM và Amal không còn liên minh, họ vẫn có thể thành lập một danh sách chung tại Núi Liban III và Beirut II. Tại Núi Liban III, danh sách chung mang tên "Hòa giải Quốc gia". Tại Beirut II, một danh sách chung giữa Amal, Hezbollah, FPM và Al-Ahbash được thành lập với tên "Thống nhất Beirut". Trong khi mối quan hệ liên minh giữa Berri và Gebran Bassil, lãnh đạo FPM sụp đổ vào đầu năm 2018, gây ra các vụ bạo loạn trên đường phố, ghế chủ tịch nghị viện của Berri được đảm bảo. Cả Hariri và Jumblatt đều khẳng định sự ủng hộ của họ với Berri trong cuộc bầu cử. Theo các nhà phân tích chính trị, khối Amal-Hezbollah có lẽ sẽ chiến thắng tại khu vực bầu cử của Berri, Nam, khi các lực lượng đối lập thất bại trong việc tạo ra một liên minh mạnh mẽ để thách thức ông trong chính sân nhà của ông.
Ở Bekaa II, Phong trào Amal ủng hộ danh sách "Ngày mai tốt nhất".

### Phong trào Yêu nước Tự do
Câu khẩu hiệu của đảng là: "Một sức mạnh [FPM] cho một Liban mạnh". Đảng thành lập một số liên minh rộng trên khắp toàn quốc. Ở khu bầu cử Bắc II, một danh sách tên "Miền Bắc sức mạnh" do Gebran Bassil đứng đầu, liên minh với Phong trào Độc lập và Phong trào Tương lai. Tại Núi Liban I (Jbeil-Kesrwan), FPM tham gia vào danh sách "Sức mạnh Liban" do Chamel Roukoz đứng đầu. Tại Núi Liban II (Metn), FPM tham gia danh sách "Sức mạnh Metn" cùng SSNP và Tashnaq.
Sau sự chia rẽ giữa Phong trào Tương lai và Lực lượng Liban, một danh sách chung tại Beirut I giữa Phong trào Yêu nước Tự do, Tashnaq và Hunchaks được thành lập, dưới sự hỗ trợ của Phong trào Tương lai. Tại Bekaa I, FPM, Phong trào Tương lai, Tashnaq và một số ứng viên độc lập đã lập ra một danh sách chung. Ở Bắc I (Akkar) và Nam II (Saida-Jezzine) FPM liên minh với al-Jamaat al-Islamiyya. Ở Bắc II, FPM lập danh sách liên minh với Kamal Kheir.
Hơn nữa, dù mối quan hệ giữa FPM và Amal-Hezbollah bị sụp đổ, nhưng họ cũng thành lập các danh sách chung ở Beirut I và Núi Liban III (Baabda).
Tại Bekaa III (Baalbek-Hermel), FPM đã hy vọng thành lập một liên minh với cựu nghị sĩ Hussein el-Husseini, nhưng thất bại khi Husseini rút khỏi cuộc bầu cử. Cuối cùng, Phong trào Yêu nước Tự do tham gia danh sách do cựu bí thư khu vực đảng Ba'ath, Faiz Shukr đứng đầu.
Ở Nam III, Phong trào Tương lai, Phong trào Yêu nước Tự do và Đảng Dân chủ Liban ủng hộ danh sách chung "Miền Nam đáng giá", với hai ứng viên độc lập do FPM hỗ trợ.

### Phong trào Tương lai
Ở một buổi lễ tại Seaside Pavilion vào ngày 11 tháng 3 năm 2018, các ứng cử viên của Phong trào Tương lai (FM) đã được công bố. Trong số 37 ứng cử viên, có 21 gương mặt mới. Những gương mặt mới bao gồm luật sư Roula Tabash Jaroudi ở Beirut II và nhà hoạt động dân sự Chadi Nacchabe ở Tripoli.
Khẩu hiệu tranh cử của đảng là Bùa hộ mệnh xanh (kharzé zar'a). Nhận xét về câu khẩu hiệu, lãnh đạo FM Saad Hariri nói rằng: "Phong trào Tương lai là một lá bùa (màu xanh) mà bạn bỏ vào thùng phiếu, để bảo vệ đất nước. Vì lý do đó, ý nghĩa khẩu hiệu là chúng tôi là những người bảo vệ Liban và là một lá bùa hộ mệnh. Với những đóng góp nhỏ lớn trong ngày bầu cử, hãy bầu cho từng ứng viên Phong trào Tương lai."
Phong trào Tương lai và Lực lượng Liban (LF) đã đàm phán trong nhiều tuần để thành lập một liên minh bầu cử, nhưng thất bại vì quan hệ giữa Hariri và lãnh đạo LF Samir Geagea đã xấu đi do các vấn đề về chuyến thăm Ả Rập Saudi của Hariri.

### Hezbollah

Binh lính Hezbollah diễu binh

Vào ngày 19 tháng 2 năm 2018, lãnh đạo Hezbollah Hassan Nasrallah đã công bố 13 ứng viên Hezbollah. Trong số đó có năm gương mặt mới.
Vào ngày 23 tháng 3 năm 2018, Nasrallah đã ban hành một tuyên bố phát thảo các ưu tiên chính cho Khối liên minh của đảng, Trung thành với Kháng chiến, cho cuộc bầu cử tiếp theo. Ông tuyên bố rằng việc chống tham nhũng là ưu tiên hàng đầu cho khối Trung thành với Kháng chiến. Ông mô tả mối quan hệ với FPM là "bình thường", trong khi tái khẳng định các đối thủ của khối Amal-Hezbollah ở khu Bekaa III đã ủng hộ "các nhóm khủng bố".
Khẩu hiệu tranh cử của đảng là "Chúng tôi sẽ xây dựng và bảo vệ đất nước."

### Đảng Kataeb
Khẩu hiệu của đảng là "Một hành động cho thay đổi".

### Lực lượng Liban
Lực lượng Liban đã công bố tên của 19 ứng viên đảng và 20 ứng viên của các đồng minh trong một sự kiện ở Beirut vào ngày 14 tháng 3, 2018 (kỷ niệm ngày thành lập Phong trào 14 tháng 3). Tại sự kiện, lãnh đạo LF Samir Geagea đã khẳng định hợp tác với Phong trào 14 tháng 3.
Khâu hiệu tranh cử của đảng là "Điều đó đã trở nên cần thiết" ("sar badda").

### Đảng Xã hội Tiến bộ
Tại buổi lễ tưởng niệm 40 năm ngày người sáng lập Đảng Xã hội Tiến bộ (PSP) Kamal Jumblatt bị ám sát ở Moukhtara vào ngày 19 tháng 2, 2017, Walid Jumblatt đã trao lại keffiyeh cho con trai là Taymour, đánh dấu sự thay đổi thế hệ trong hệ thống lãnh đạo đảng.
Khối Xúc tiến Dân chủ, nền tảng cho đảng Xã hội Tiến bộ, đã công bố 10 ứng cử viên trên toàn quốc. Số lượng ứng viên của đảng thấp hơn các cuộc bầu cử trước đó, tại cuộc bầu cử 2009, đảng có 12 ứng viên. Lần đầu tiên từ năm 1992, lãnh đạo PSP Walid Jumblatt không ra tranh cử, nhưng vẫn cùng con trai Taymour lãnh đạo đảng. Các ứng cử viên của đảng cố gắng tranh 3 trong 4 ghế Druze tại khu vực Núi Liban IV, đảng giữ truyền thống bỏ một ghế để hỗ trợ cho thủ lĩnh LDP Talal Arslan được bầu.
PSP tham gia vào danh sách chung với Phong trào Tương lai ở Beirut II, Bekaa II, Núi Liban IV và với Lực lượng Liban tại Núi Liban III và Núi Liban IV.

### Đảng Dân chủ Ả Rập
Trong một tuyên bố vào ngày 29 tháng 4, 2018, Đại diện chính trị của Đảng Dân chủ Ả Rập Rifaat Eid kêu gọi những người ủng hộ ông bầu cho ứng viên Alawite Hussein Saloum (danh sách Wajih Barini) ở Bắc I và Ahmed Omran ở Bắc II (trong danh sách Faisal Karami).

### Đảng Ba'ath
Trước cuộc bầu cử, Đảng Xã hội Phục hưng Ả Rập Ba'ath đã bị chia rẽ giữa bí thư khu vực Assem Qanso và Numan Shalq theo hai chiều hướng khác nhau. Cả hai phe phái đã đề cử các ứng viên cho cuộc tổng tuyển cử, nhưng không ai vào danh sách và bị loại. Được biết, Đại sứ Syria đã chống lại các ứng cử viên theo Qanso, vì nhóm ông này không được công nhận từ Damascus. Một chính trị gia Baathist, Kassem Hachem được đưa vào danh sách ở Nam III với tư cách là ứng viên Amal, chứ không phải đại diện cho đảng. Cựu bí thư khu vực Fayez Shukr đã đứng đầu danh sách ở Bekaa III.

### Đảng Dân chủ Liban
LDP hy vọng Nasib Jawari là một ứng cử viên Druze sẽ tham gia vào danh sách liên minh Amal-Hezbollah ở Beirut II, nhưng Jawari đã không tham gia vào danh sách và LDP rút lui khỏi đây. Tương tự vậy, LDP cũng đã rút khỏi khu Bekaa II.

### Phong trào Độc lập
Phong trào Độc lập liên minh với FPM tại Zgharta.

### Liên minh quốc gia
Liên minh này tham gia vào danh sách "Chúng ta là quốc gia" ("Kuluna Watani") sau sự kiện ra mắt ngày 9 tháng 4, 2018 tại Diễn đàn Beirut. Liên minh tập hợp mọi người từ 11 nhóm chiến dịch khác nhau. 66 ứng viên của liên minh đã tham gia sự kiện này. Phát biểu tại sự kiện, Charbel Nahas đã vạch ra rằng mục đích của liên minh này là sửa chữa lại "lỗ hỏng" quyền lực trong chính quyền Liban. Chín danh sách được đưa ra tại Beirut I, Bekaa I, tất cả các khu bầu cử Núi Liban, Bắc II, Bắc III và Nam III.

### Ramgavar
Đảng Dân chủ Tự do Armenia, hay Ramgavar ban hành một tuyên bố trong ngày 18 tháng 4, 2018 lên án bất kỳ ứng cử viên đối lập tham gia Khối Nghị viện Armenia Thống nhất. Ở Beirut I, các ứng cử viên tham gia liên minh với Lực lượng Liban, Đảng Kataeb và Michel Pharaon. Một trong số đó là Tiến sĩ Avedis Dakassian, Chủ tịch Ủy ban khu vực Liban của đảng. Tại Metn, một ứng cử viên Ramgavar tham gia danh sách liên minh với Lực lượng Liban.

### Khối Rifi
Ashraf Rifi, cựu đồng minh của Hariri, người đứng đầu bộ phận an ninh nội bộ và Bộ trưởng Tư pháp, đã phá vỡ quan hệ với Hariri năm 2016. Trong cuộc bầu cử địa phương ở thành phố Tripoli năm 2016, khối của ông đã đánh bại các ứng cử viên ủng hộ cho Hariri và giành 22 trong 24 ghế. Ông đã tham gia vào một danh sách riêng trong cuộc bầu cử lập pháp, như một động thái thách thức sự thống trị của Hariri trong chính trị Sunni. Trước cuộc bầu cử, ông đã xưng mình là "diều hâu", không muốn tham gia vào các cuộc đàm phán với Hezbollah.
Danh sách của khối tham gia vào ba khu vực: Beirut II, Bắc I và Bắc II. Rifi cố gắng tham gia một danh sách ở Bekaa I, cùng với đảng Kataeb và Lực lượng Liban, nhưng không mang lại kết quả. Tương tự như vậy, Lực lượng Liban và Rifi đã thảo luận về một danh sách chung ở Bekaa III, nhưng không thực hiện.

### Đảng Dân tộc Xã hội Syria

Cờ của SSNP

Đảng Xã hội Dân tộc Syria (SSNP) có 7 ứng cử viên cho cuộc bầu cử. Ở Núi Liban II (Metn), đảng liên minh với Phong trào Yêu nước Tự do. Tại Núi Liban IV (Aley-Chouf), đảng hợp tác với ứng cử viên Talal Arslan. Ở Bekaa I (Zahle), đảng gia nhập danh sách của Nicolas Fattouch. Ở Bắc I (Akkar), các ứng cử viên của SSNP được đưa vào danh sách của liên minh 8 tháng 3. Ở Bắc III, SSNP đã liên minh với Boutros Harb và Phong trào Marada.

### Tashnaq

Lãnh đạo Tashnaq Hagop Pakradounian

Vào ngày 22 tháng 3, 2018, Liên đoàn Cách mạng Armenia, hay Tashnaq đã công bố các ứng cử viên tại Beirut I và Núi Liban II (Metn). Đảng tranh ba ghế ở Beirut I đồng thời lãnh đạo đảng là Hagop Pakradounian cũng ứng cử ở Metn. Tại Beirut I, đảng đã liên minh với FPM, Hunchaks và Phong trào Tương lai. Tại Metn, đảng tham gia liên minh với FPM và SSNP.
Ở Bekaa I (Zahle), Tashnaq đã hỗ trợ ứng viên Marie-Jeanne Bilezikjian, dược sĩ và là nhà hoạt động vì quyền phụ nữ, trong danh sách chung FPM-PT Tương lai. Sự ủng hộ cho Bilezikjian là một phần cho thỏa thuận rộng lớn hơn giữa Tashnaq và Phong trào Tương lai.

## Ứng viên

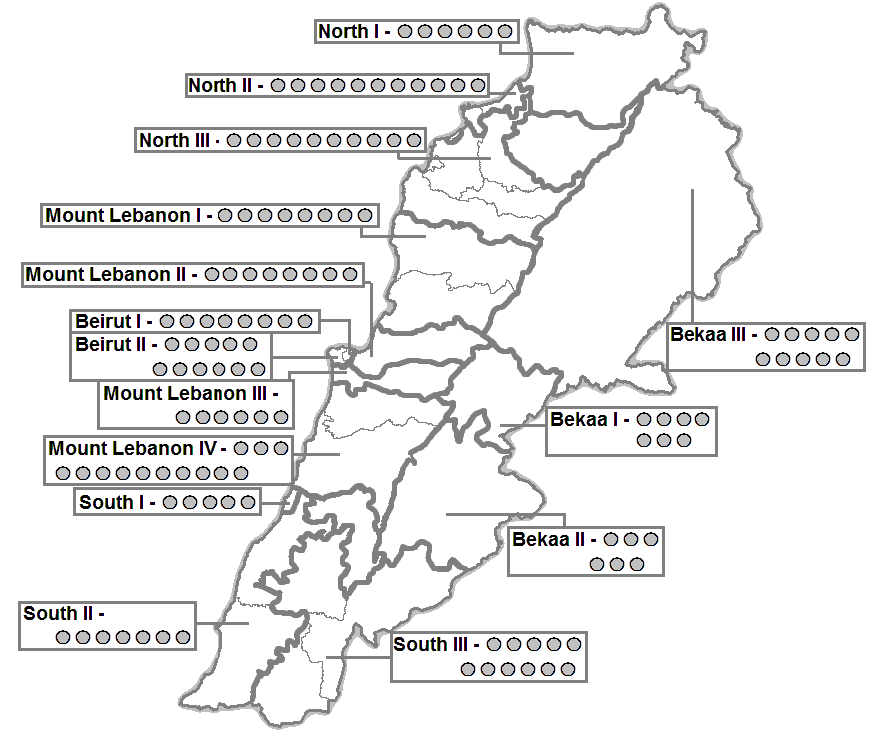
Phân bổ ghế theo khu vực bầu cử

Sau ngày 26 tháng 3 năm 2018, Bộ Nội vụ và Đô thị đã thông báo 77 danh sách với 583 ứng cử viên, được đăng ký. Số lượng danh sách cao nhất là tại Beirut II, nơi có 9 danh sách đăng ký. Chỉ có hai danh sách đăng ký tại tại quận Zahrani-Tyre. Đáng chú ý là hai liên minh 8 tháng 3 và 14 tháng 3, vốn là hai liên minh chính trong các cuộc bầu cử trước, đã không tham gia và các đảng phải dựa vào sự ủng hộ ở địa phương.
Số lượng phụ nữ tham gia ứng cử là một kỷ lục. Trên thực tế, trong số 976 ứng cử viên ban đầu có tới 111 phụ nữ so với 12 phụ nữ năm 2009.
| Tôn giáo                     | Tôn giáo                 | Số ghế | Ứng cử viên | Số ứng cử viên cho mỗi ghế | Phần trăm cử tri trong khu bầu cử |
| ---------------------------- | ------------------------ | ------ | ----------- | -------------------------- | --------------------------------- |
| Alawite                      | Alawite                  | 2      | 11          | 5.5                        |                                   |
|                              | Bắc I (Akkar)            | 1      | 4           | 4                          | 4.97%                             |
| Bắc II (Tripoli)             | 1                        | 7      | 7           | 6.04%                      |                                   |
| Công giáo Armenia            | Công giáo Armenia        | 1      | 5           | 5                          |                                   |
|                              | Beirut I                 | 1      | 5           | 5                          | 5.57%                             |
| Chính thống giáo Armenia     | Chính thống giáo Armenia | 5      | 14          | 2.8                        |                                   |
|                              | Beirut I                 | 3      | 7           | 2.3                        | 28.3%                             |
| Bekaa I (Zahle)              | 1                        | 4      | 4           | 4.99%                      |                                   |
| Núi Liban II (Metn)          | 1                        | 3      | 3           | 14.3%                      |                                   |
| Druze                        | Druze                    | 8      | 37          | 4.6                        |                                   |
|                              | Beirut II                | 1      | 8           | 8                          | 1.55%                             |
| Bekaa II (Tây Bekaa-Rachaya) | 1                        | 2      | 2           | 14.8%                      |                                   |
| Núi Liban III (Baabda)       | 1                        | 4      | 4           | 17.6%                      |                                   |
| Núi Liban IV (Aley)          | 2                        | 8      | 4           | 40.5%                      |                                   |
| Núi Liban IV (Chouf)         | 2                        | 10     | 5           | 40.5%                      |                                   |
| Nam III (Marjaayoun-Hasbaya) | 1                        | 5      | 5           | 3.65%                      |                                   |
| Tin Lành                     | Tin Lành                 | 1      | 6           | 6                          |                                   |
|                              | Beirut II                | 1      | 6           | 6                          | 0.81%                             |
| Công giáo Hy Lạp             | Công giáo Hy Lạp         | 8      | 33          | 4.1                        |                                   |
|                              | Beirut I                 | 1      | 4           | 4                          | 9.8%                              |
| Bekaa I (Zahle)              | 2                        | 8      | 4           | 28.3%                      |                                   |
| Bekaa III (Baalbek-Hermel)   | 1                        | 5      | 5           | 5.36%                      |                                   |
| Núi Liban II (Metn)          | 1                        | 5      | 5           | 9.83%                      |                                   |
| Núi Liban IV (Chouf)         | 1                        | 5      | 5           | 5.18%                      |                                   |
| Nam I (Jezzine)              | 1                        | 4      | 4           | 8.69%                      |                                   |
| Nam II (Zahrany)             | 1                        | 2      | 2           | 6.81%                      |                                   |
| Chính thống giáo Hy Lạp      | Chính thống giáo Hy Lạp  | 14     | 65          | 4.6                        |                                   |
|                              | Beirut I                 | 1      | 5           | 5                          | 19.2%                             |
| Beirut II                    | 1                        | 7      | 7           | 5%                         |                                   |
| Bekaa I (Zahle)              | 1                        | 5      | 5           | 9.54%                      |                                   |
| Bekaa II (Tây Bekaa-Rachaya) | 1                        | 3      | 3           | 7.16%                      |                                   |
| Núi Liban II (Metn)          | 2                        | 8      | 4           | 14.6%                      |                                   |
| Núi Liban IV (Aley)          | 1                        | 4      | 4           | 5.14%                      |                                   |
| Bắc I (Akkar)                | 2                        | 9      | 4.5         | 14.7%                      |                                   |
| Bắc II (Tripoli)             | 1                        | 7      | 7           | 6.24%                      |                                   |
| Bắc III (Koura)              | 3                        | 11     | 3.7         | 20.7%                      |                                   |
| Nam III (Marjaayoun-Hasbaya) | 1                        | 6      | 6           | 2.45%                      |                                   |
| Công giáo Maronite           | Công giáo Maronite       | 34     | 151         | 4.4                        |                                   |
|                              | Beirut I                 | 1      | 5           | 5                          | 13.2%                             |
| Bekaa I (Zahle)              | 1                        | 5      | 5           | 15.7%                      |                                   |
| Bekaa II (Tây Bekaa-Rachaya) | 1                        | 3      | 3           | 7.22%                      |                                   |
| Bekaa III (Baalbek-Hermel)   | 1                        | 5      | 5           | 7.35%                      |                                   |
| Núi Liban I (Jbeil)          | 2                        | 10     | 5           | 82.1%                      |                                   |
| Núi Liban I (Kesrwan)        | 5                        | 23     | 4.6         | 82.1%                      |                                   |
| Núi Liban II (Metn)          | 4                        | 19     | 4.8         | 44.8%                      |                                   |
| Núi Liban III (Baabda)       | 3                        | 12     | 4           | 36.8%                      |                                   |
| Núi Liban IV (Aley)          | 2                        | 9      | 4.5         | 27%                        |                                   |
| Núi Liban IV (Chouf)         | 3                        | 16     | 5.3         | 27%                        |                                   |
| Bắc I (Akkar)                | 1                        | 6      | 6           | 10.9%                      |                                   |
| Bắc II (Tripoli)             | 1                        | 5      | 5           | 3.5%                       |                                   |
| Bắc III (Batroun)            | 2                        | 7      | 3.5         | 68.1%                      |                                   |
| Bắc III (Bcharre)            | 2                        | 8      | 4           | 68.1%                      |                                   |
| Bắc III (Zgharta)            | 3                        | 12     | 4           | 68.1%                      |                                   |
| Nam I (Jezzine)              | 2                        | 6      | 3           | 30.8%                      |                                   |
| Giáo phái thiểu số           | Giáo phái thiểu số       | 1      | 5           | 5                          |                                   |
|                              | Beirut I                 | 1      | 5           | 5                          | 11.8%                             |
| Shia                         | Shia                     | 27     | 102         | 3.8                        |                                   |
|                              | Beirut II                | 2      | 13          | 6.5                        | 20.6%                             |
| Bekaa I (Zahle)              | 1                        | 5      | 5           | 16%                        |                                   |
| Bekaa II (Tây Bekaa-Rachaya) | 1                        | 3      | 3           | 14.7%                      |                                   |
| Bekaa III (Baalbek-Hermel)   | 6                        | 27     | 4.5         | 73.3%                      |                                   |
| Núi Liban I (Jbeil)          | 1                        | 5      | 5           | 10.7%                      |                                   |
| Núi Liban III (Baabda)       | 2                        | 7      | 3.5         | 25.2%                      |                                   |
| Nam II (Tyre)                | 4                        | 8      | 2           | 81.4%                      |                                   |
| Nam II (Zahrany)             | 2                        | 3      | 1.5         | 81.4%                      |                                   |
| Nam III (Bint Jbeil)         | 3                        | 13     | 4.3         | 80.1%                      |                                   |
| Nam III (Marjaayoun-Hasbaya) | 2                        | 7      | 3.5         | 80.1%                      |                                   |
| Nam III (Nabatieh)           | 3                        | 11     | 3.7         | 80.1%                      |                                   |
| Sunni                        | Sunni                    | 27     | 154         | 5.7                        |                                   |
|                              | Beirut II                | 6      | 47          | 7.8                        | 62.1%                             |
| Bekaa I (Zahle)              | 1                        | 5      | 5           | 18.7%                      |                                   |
| Bekaa II (Tây Bekaa-Rachaya) | 2                        | 5      | 2.5         | 48.8%                      |                                   |
| Bekaa III (Baalbek-Hermel)   | 2                        | 10     | 5           | 13.3%                      |                                   |
| Núi Liban IV (Chouf)         | 2                        | 11     | 5.5         | 18.7%                      |                                   |
| Bắc I (Akkar)                | 3                        | 18     | 6           | 67.5%                      |                                   |
| Bắc II (Dennieh)             | 2                        | 13     | 6.5         | 82.91%                     |                                   |
| Bắc II (Minnieh)             | 1                        | 7      | 7           | 82.91%                     |                                   |
| Bắc II (Tripoli)             | 5                        | 27     | 5.4         | 82.91%                     |                                   |
| Nam I (Saida)                | 2                        | 7      | 3.5         | 44.2%                      |                                   |
| Nam III (Marjaayoun-Hasbaya) | 1                        | 4      | 4           | 6.35%                      |                                   |

## Các khu bầu cử
| Qada                    | Khu bầu cử (theo luật mới) | Hồi giáo Sunni | Hồi giáo Sunni | Hồi giáo Sunni | Hồi giáo Shia | Hồi giáo Shia | Hồi giáo Shia | Druze    | Druze | Druze   | Alawite  | Alawite | Alawite | Công giáo Maronite | Công giáo Maronite | Công giáo Maronite | Chính thống giáo Hy Lạp | Chính thống giáo Hy Lạp | Chính thống giáo Hy Lạp | Công giáo Hy Lạp | Công giáo Hy Lạp | Công giáo Hy Lạp | Chính thống giáo Armenia | Chính thống giáo Armenia | Chính thống giáo Armenia | Công giáo Armenia | Công giáo Armenia | Công giáo Armenia | Chính thống Syriac | Chính thống Syriac | Công giáo Syriac | Công giáo Syriac | Thiểu số | Thiểu số | Thiểu số | Tin Lành | Tin Lành | Tin Lành | Do Thái  | Do Thái | "Khác"   | "Khác" | Total     |
| Qada                    | Khu bầu cử (theo luật mới) | Số lượng       | %              | Nghị sỹ        | Số lượng      | %             | Nghị sỹ       | Số lượng | %     | Nghị sỹ | Số lượng | %       | Nghị sỹ | Số lượng           | %                  | Nghị sỹ            | Số lượng                | %                       | Nghị sỹ                 | Số lượng         | %                | Nghị sỹ          | Số lượng                 | %                        | Nghị sỹ                  | Số lượng          | %                 | Nghị sỹ           | Số lượng           | %                  | Số lượng         | %                | Số lượng | %        | Nghị sỹ  | Số lượng | %        | Nghị sỹ  | Số lượng | %       | Số lượng | %      | Số lượng  |
| ----------------------- | -------------------------- | -------------- | -------------- | -------------- | ------------- | ------------- | ------------- | -------- | ----- | ------- | -------- | ------- | ------- | ------------------ | ------------------ | ------------------ | ----------------------- | ----------------------- | ----------------------- | ---------------- | ---------------- | ---------------- | ------------------------ | ------------------------ | ------------------------ | ----------------- | ----------------- | ----------------- | ------------------ | ------------------ | ---------------- | ---------------- | -------- | -------- | -------- | -------- | -------- | -------- | -------- | ------- | -------- | ------ | --------- |
| Akkar                   | Bắc I                      | 186,541        | 67.30          | 3              | 3,289         | 1.19          |               | 16       | 0.01  |         | 13,711   | 4.95    | 1       | 30,617             | 11.05              | 1                  | 37,541                  | 13.54                   | 2                       | 3,414            | 1.23             |                  | 174                      | 0.06                     |                          | 67                | 0.02              |                   | 151                | 0.05               | 52               | 0.02             | 264      | 0.10     |          | 809      | 0.29     |          |          |         | 520      | 0.19   | 277,166   |
| Aley                    | Núi Liban IV               | 2,602          | 2.07           |                | 4,254         | 3.38          |               | 67,304   | 53.44 | 2       | 6        | 0.00    |         | 28,685             | 22.78              | 2                  | 14,615                  | 11.61                   | 1                       | 4,725            | 3.75             |                  | 845                      | 0.67                     |                          | 191               | 0.15              |                   | 295                | 0.23               | 274              | 0.22             | 654      | 0.52     |          | 976      | 0.78     |          | 41       | 0.03    | 466      | 0.37   | 125,933   |
| Baabda                  | Núi Liban III              | 10,867         | 6.61           |                | 40,470        | 24.60         | 2             | 28,359   | 17.24 | 1       | 19       | 0.01    |         | 56,467             | 34.33              | 3                  | 12,704                  | 7.72                    |                         | 8,753            | 5.32             |                  | 1,600                    | 0.97                     |                          | 761               | 0.46              |                   | 727                | 0.44               | 636              | 0.39             | 1,740    | 1.06     |          | 697      | 0.42     |          | 2        | 0.00    | 691      | 0.42   | 164,493   |
| Baalbek                 | Bekaa III                  | 41,685         | 16.16          | 2              | 174,295       | 67.56         | 6             | 31       | 0.01  |         | 21       | 0.01    |         | 22,070             | 8.55               | 1                  | 2,695                   | 1.04                    |                         | 15,386           | 5.96             | 1                | 210                      | 0.08                     |                          | 44                | 0.02              |                   | 146                | 0.06               | 62               | 0.02             | 164      | 0.06     |          | 109      | 0.04     |          |          |         | 1,079    | 0.42   | 257,997   |
| Batroun                 | Bắc III                    | 3,764          | 6.26           |                | 1,034         | 1.72          |               | 11       | 0.02  |         | 42       | 0.07    |         | 41,964             | 69.79              | 2                  | 10,070                  | 16.75                   |                         | 1,994            | 3.32             |                  | 260                      | 0.43                     |                          | 101               | 0.17              |                   | 182                | 0.30               | 80               | 0.13             | 254      | 0.42     |          | 80       | 0.13     |          | 1        | 0.00    | 291      | 0.48   | 60,128    |
| Bcharre                 | Bắc III                    | 109            | 0.22           |                | 27            | 0.05          |               |          | 0.00  |         | 6        | 0.01    |         | 46,512             | 94.64              | 2                  | 1,380                   | 2.81                    |                         | 554              | 1.13             |                  | 81                       | 0.16                     |                          | 26                | 0.05              |                   | 87                 | 0.18               | 34               | 0.07             | 107      | 0.22     |          | 55       | 0.11     |          |          |         | 170      | 0.35   | 49,148    |
| Beirut I                | Beirut I                   | 7,214          | 7.78           |                | 2,401         | 2.59          |               | 316      | 0.34  |         | 32       | 0.03    |         | 17,541             | 18.92              | 1                  | 22,014                  | 23.74                   | 1                       | 11,776           | 12.70            | 1                | 14,610                   | 15.76                    | 3                        | 3,991             | 4.30              | 1                 | 1,445              | 1.56               | 3,441            | 3.71             | 4,766    | 5.14     | 1        | 2,186    | 2.36     |          | 49       | 0.05    | 939      | 1.01   | 92,721    |
| Beirut II               | Beirut I/Beirut II         | 34,982         | 32.19          | [ c ]          | 31,037        | 28.56         | [ c ]         | 149      | 0.14  |         | 42       | 0.04    |         | 4,009              | 3.69               |                    | 2,697                   | 2.48                    |                         | 2,272            | 2.09             |                  | 24,544                   | 22.58                    | [ d ]                    | 3,151             | 2.90              |                   | 333                | 0.31               | 871              | 0.80             | 1,726    | 1.59     |          | 1,970    | 1.81     |          | 397      | 0.37    | 506      | 0.47   | 108,686   |
| Beirut III              | Beirut II                  | 180,600        | 64.49          | 6              | 44,722        | 15.97         | 2             | 4,839    | 1.73  | 1       | 87       | 0.03    |         | 7,114              | 2.54               |                    | 14,953                  | 5.34                    | 1                       | 5,702            | 2.04             |                  | 4,613                    | 1.65                     |                          | 1,008             | 0.36              |                   | 4,667              | 1.67               | 1,423            | 0.51             | 2,118    | 0.76     |          | 2,720    | 0.97     | 1        | 4,056    | 1.45    | 1,428    | 0.51   | 280,050   |
| Bint Jbeil              | Nam III                    | 2,024          | 1.38           |                | 127,571       | 87.09         | 3             | 16       | 0.01  |         | 10       | 0.01    |         | 12,596             | 8.60               |                    | 314                     | 0.21                    |                         | 3,128            | 2.14             |                  | 70                       | 0.05                     |                          | 45                | 0.03              |                   | 53                 | 0.04               | 16               | 0.01             | 111      | 0.08     |          | 76       | 0.05     |          |          |         | 444      | 0.30   | 146,474   |
| Chouf                   | Núi Liban IV               | 58,223         | 29.14          | 2              | 5,984         | 2.99          |               | 62,238   | 31.14 | 2       | 10       | 0.01    |         | 54,401             | 27.22              | 3                  | 3,179                   | 1.59                    |                         | 12,666           | 6.34             | 1                | 246                      | 0.12                     |                          | 155               | 0.08              |                   | 308                | 0.15               | 175              | 0.09             | 487      | 0.24     |          | 761      | 0.38     |          | 12       | 0.01    | 993      | 0.50   | 199,838   |
| Hasbaya                 | Nam III                    | 23,414         | 49.34          | 1              | 1,381         | 2.91          | 2             | 15,342   | 32.33 | 1       | 2        | 0.00    |         | 1,966              | 4.14               |                    | 3,698                   | 7.79                    | 1                       | 1,040            | 2.19             |                  | 32                       | 0.07                     |                          | 23                | 0.05              |                   | 31                 | 0.07               | 12               | 0.03             | 47       | 0.10     |          | 297      | 0.63     |          | 1        | 0.00    | 165      | 0.35   | 47,451    |
| Hermel                  | Bekaa III                  | 1,678          | 3.27           | [ e ]          | 48,820        | 95.08         | [ e ]         | 5        | 0.01  |         | 91       | 0.18    |         | 609                | 1.19               | [ e ]              | 14                      | 0.03                    |                         | 19               | 0.04             | [ e ]            | 4                        | 0.01                     |                          | 2                 | 0.00              |                   | 1                  | 0.00               | 7                | 0.01             | 8        | 0.02     |          | 5        | 0.01     |          |          |         | 82       | 0.16   | 51,345    |
| Byblos                  | Núi Liban I                | 2,770          | 3.39           |                | 16,529        | 20.25         | 1             | 11       | 0.01  |         | 8        | 0.01    |         | 54,718             | 67.03              | 2                  | 3,708                   | 4.54                    |                         | 1,541            | 1.89             |                  | 999                      | 1.22                     |                          | 124               | 0.15              |                   | 207                | 0.25               | 115              | 0.14             | 339      | 0.42     |          | 166      | 0.20     |          |          |         | 399      | 0.49   | 81,634    |
| Jezzine                 | Nam I                      | 1,443          | 2.44           |                | 12,413        | 20.96         |               | 578      | 0.98  |         | 6        | 0.01    |         | 33,443             | 56.47              |                    | 1,487                   | 2.51                    |                         | 8,597            | 14.52            | 1                | 145                      | 0.24                     |                          | 89                | 0.15              |                   | 208                | 0.35               | 116              | 0.20             | 288      | 0.49     |          | 165      | 0.28     |          | 1        | 0.00    | 243      | 0.41   | 59,222    |
| Kesrwan                 | Núi Liban I                | 557            | 0.59           |                | 1,717         | 1.83          |               | 29       | 0.03  |         | 8        | 0.01    |         | 77,487             | 82.70              | 5                  | 3,547                   | 3.79                    |                         | 4,763            | 5.08             |                  | 1,581                    | 1.69                     |                          | 779               | 0.83              |                   | 726                | 0.77               | 573              | 0.61             | 1,066    | 1.14     |          | 263      | 0.28     |          | 3        | 0.00    | 595      | 0.64   | 93,694    |
| Koura                   | Bắc III                    | 8,626          | 14.32          |                | 1,202         | 1.99          |               | 11       | 0.02  |         | 478      | 0.79    |         | 12,991             | 21.56              |                    | 35,335                  | 58.64                   | 3                       | 713              | 1.18             |                  | 99                       | 0.16                     |                          | 30                | 0.05              |                   | 67                 | 0.11               | 32               | 0.05             | 187      | 0.31     |          | 233      | 0.39     |          |          |         | 254      | 0.42   | 60,258    |
| Marjayoun               | Nam III                    | 4,303          | 3.83           | [ f ]          | 90,771        | 80.85         | [ f ]         | 1,001    | 0.89  | [ f ]   | 5        | 0.00    |         | 5,557              | 4.95               |                    | 6,138                   | 5.47                    | [ f ]                   | 2,908            | 2.59             |                  | 69                       | 0.06                     |                          | 31                | 0.03              |                   | 51                 | 0.05               | 27               | 0.02             | 341      | 0.30     |          | 899      | 0.80     |          | 1        | 0.00    | 165      | 0.15   | 112,267   |
| Metn                    | Núi Liban II               | 3,791          | 2.12           |                | 5,387         | 3.02          |               | 2,361    | 1.32  |         | 186      | 0.10    |         | 78,154             | 43.78              | 4                  | 26,258                  | 14.71                   | 2                       | 17,831           | 9.99             | 1                | 25,330                   | 14.19                    | 1                        | 6,343             | 3.55              |                   | 3,708              | 2.08               | 1,483            | 0.83             | 4,054    | 2.27     |          | 2,719    | 1.52     |          | 22       | 0.01    | 903      | 0.51   | 178,530   |
| Minnieh-Dennieh         | Bắc II                     | 101,971        | 85.93          | 3              | 312           | 0.26          |               | 3        | 0.00  |         | 74       | 0.06    |         | 7,449              | 6.28               |                    | 8,171                   | 6.89                    |                         | 176              | 0.15             |                  | 16                       | 0.01                     |                          | 6                 | 0.01              |                   | 17                 | 0.01               | 7                | 0.01             | 37       | 0.03     |          | 42       | 0.04     |          |          |         | 390      | 0.33   | 118,671   |
| Nabatieh                | Nam III                    | 3,142          | 2.17           |                | 135,407       | 93.59         | 3             | 18       | 0.01  |         | 21       | 0.01    |         | 4,031              | 2.79               |                    | 239                     | 0.17                    |                         | 1,074            | 0.74             |                  | 15                       | 0.01                     |                          | 18                | 0.01              |                   | 20                 | 0.01               | 10               | 0.01             | 95       | 0.07     |          | 52       | 0.04     |          |          |         | 539      | 0.37   | 144,681   |
| Rachaya                 | Bekaa II                   | 17,500         | 36.43          | 1              | 184           | 0.38          |               | 20,068   | 41.78 | 1       |          |         |         | 2,108              | 4.39               | 1                  | 7,170                   | 14.93                   | 1                       | 635              | 1.32             |                  | 39                       | 0.08                     |                          | 33                | 0.07              |                   | 31                 | 0.06               | 109              | 0.23             | 38       | 0.08     |          | 77       | 0.16     |          |          |         | 46       | 0.10   | 48,038    |
| Saida                   | Nam I                      | 50,900         | 82.53          | 2              | 6,672         | 10.82         |               | 38       | 0.06  |         | 4        | 0.01    |         | 1,323              | 2.15               |                    | 303                     | 0.49                    |                         | 1,578            | 2.56             |                  | 215                      | 0.35                     |                          | 31                | 0.05              |                   | 25                 | 0.04               | 22               | 0.04             | 139      | 0.23     |          | 155      | 0.25     |          | 1        | 0.00    | 270      | 0.44   | 61,676    |
| Tripoli                 | Bắc II                     | 182,552        | 81.27          | 5              | 2,718         | 1.21          |               | 33       | 0.01  |         | 15,806   | 7.04    | 1       | 5,247              | 2.34               | 1                  | 12,075                  | 5.38                    | 1                       | 1,477            | 0.66             |                  | 1,751                    | 0.78                     |                          | 265               | 0.12              |                   | 300                | 0.13               | 215              | 0.10             | 540      | 0.24     |          | 583      | 0.26     |          | 38       | 0.02    | 1,019    | 0.45   | 224,619   |
| Tyre                    | Nam II                     | 16,194         | 8.67           |                | 157,863       | 84.53         | 4             | 19       | 0.01  |         | 14       | 0.01    |         | 2,880              | 1.54               |                    | 807                     | 0.43                    |                         | 6,260            | 3.35             |                  | 1,072                    | 0.57                     |                          | 149               | 0.08              |                   | 57                 | 0.03               | 17               | 0.01             | 391      | 0.21     |          | 475      | 0.25     |          |          |         | 564      | 0.30   | 186,762   |
| Tây Bekaa               | Bekaa II                   | 50,547         | 54.40          | 1              | 20,505        | 22.07         | [ h ]         | 466      | 0.50  | [ h ]   |          |         |         | 8,635              | 9.29               | [ h ]              | 2,709                   | 2.92                    | [ h ]                   | 9,024            | 9.71             |                  | 73                       | 0.08                     |                          | 27                | 0.03              |                   | 79                 | 0.09               | 41               | 0.04             | 146      | 0.16     |          | 347      | 0.37     |          | 1        | 0.00    | 312      | 0.34   | 92,912    |
| Zahle                   | Bekaa I                    | 48,610         | 28.17          | 1              | 27,665        | 16.03         | 1             | 915      | 0.53  |         | 16       | 0.01    |         | 28,509             | 16.52              | 1                  | 16,768                  | 9.72                    | 1                       | 30,043           | 17.41            | 2                | 8,683                    | 5.03                     | 1                        | 1,803             | 1.04              |                   | 5,253              | 3.04               | 1,071            | 0.62             | 1,151    | 0.67     |          | 1,403    | 0.81     |          | 74       | 0.04    | 591      | 0.34   | 172,555   |
| Zahrani                 | Nam II                     | 4,538          | 4.08           |                | 80,990        | 72.82         | 2             | 49       | 0.04  |         | 5        | 0.00    |         | 11,607             | 10.44              |                    | 767                     | 0.69                    |                         | 11,963           | 10.76            | 1                | 100                      | 0.09                     |                          | 49                | 0.04              |                   | 88                 | 0.08               | 38               | 0.03             | 167      | 0.15     |          | 482      | 0.43     |          |          |         | 374      | 0.34   | 111,217   |
| Zgharta                 | Bắc III                    | 9,976          | 12.88          |                | 151           | 0.19          |               | 11       | 0.01  |         | 76       | 0.10    |         | 61,121             | 78.92              | 3                  | 4,378                   | 5.65                    |                         | 868              | 1.12             |                  | 135                      | 0.17                     |                          | 167               | 0.22              |                   | 82                 | 0.11               | 45               | 0.06             | 172      | 0.22     |          | 97       | 0.13     |          |          |         | 164      | 0.21   | 77,443    |
| Tổng:                   |                            | 1,061,123      | 28.79          | 27             | 1,045,771     | 28.37         | 27            | 204,237  | 5.54  | 8       | 30,786   | 0.84    | 2       | 719,811            | 19.53              | 34                 | 255,734                 | 6.94                    | 14                      | 170,880          | 4.64             | 8                | 87,611                   | 2.38                     | 5                        | 19,509            | 0.53              | 1                 | 19,345             | 0.52               | 11,004           | 0.30             | 21,597   | 0.59     | 1        | 18,899   | 0.51     | 1        | 4,700    | 0.13    | 14,602   | 0.40   | 3,685,609 |
| 1. 2. 3. 4. 5. 6. 7. 8. |                            |                |                |                |               |               |               |          |       |         |          |         |         |                    |                    |                    |                         |                         |                         |                  |                  |                  |                          |                          |                          |                   |                   |                   |                    |                    |                  |                  |          |          |          |          |          |          |          |         |          |        |           |
| Nguồn: Lebanon Files    |                            |                |                |                |               |               |               |          |       |         |          |         |         |                    |                    |                    |                         |                         |                         |                  |                  |                  |                          |                          |                          |                   |                   |                   |                    |                    |                  |                  |          |          |          |          |          |          |          |         |          |        |           |

## Kết quả
Trong một tuyên bố vào ngày 7 tháng 5, Bộ trưởng Nội vụ Nohad Machnouk hứa sẽ công bố kết quả chính thức trong vòng 36-48 giờ. Trong tuyên bố của mình, ông đã công bố kết quả chưa chính thức từ 14 trong 15 khu bầu cử. Vào ngày 8 tháng 5, Machnouk công bố tên của những người thắng cử từ Akkar.
Sau khi công bố kết quả, lãnh đạo FPM Gebran Bassil nói FPM sẽ tạo một khối lớn nhất trong nghị viện. Bassil nói rằng FPM sẽ giành được tới 30 ghế, bao gồm các nghị sĩ từ Talal Arslan, Tashnaq và các doanh nhân.
Sau cuộc tổng tuyển cử, đương kim chủ tịch nghị viện là ông Nabih Berri tái đắc cử, còn đương kim thủ tướng Saad Hariri tiếp tục được đa số nghị viện ủng hộ. 

### Kết quả của các đảng và liên minh
| Đảng                                       | Ứng cử viên | Phiếu bầu | %     | Ghế | +/– |
| ------------------------------------------ | ----------- | --------- | ----- | --- | --- |
| Amal-Hezbollah và các đồng minh            | 40          |           |       |     |     |
| Amal                                       | 16          | 198,548   | 10.90 | 16  | 3   |
| Hezbollah                                  | 13          | 289,174   | 15.87 | 12  | 1   |
| Ứng viên độc lập ủng hộ Hezbollah          | 5           | 63,776    | 3.50  | 5   | 2   |
| Đảng Xã hội Dân tộc Syria                  | 7           | 23,435    | 1.29  | 3   | 1   |
| Al-Ahbash                                  | 3           | 18,759    | 1.03  | 1   | 1   |
| Đảng Tự do Ả Rập                           | 2           | 7,620     | 0.42  | 1   | 1   |
| Tổ chức Phổ biến Chủ nghĩa Nasser          | 1           | 9,880     | 0.54  | 1   | 1   |
| Đảng Liên minh                             | 1           | 15,111    | 0.83  | 1   | 1   |
| Đảng Đoàn kết                              | 1           | 3,861     | 0.21  | 0   | 1   |
| Phong trào Đấu tranh Ả Rập                 | 1           | 2,041     | 0.11  | 0   |     |
| Lực lượng Hành động Hồi giáo               | 1           | 329       | 0.02  | 0   | 1   |
| Khối Nhân dân Akari                        | 1           | 665       | 0.04  | 0   |     |
| Phong trào Yêu nước Tự do và các đồng minh | 29          |           |       |     |     |
| Phong trào Yêu nước Tự do                  | 32          | 141,283   | 7.75  | 18  | 8   |
| Ứng viên độc lập ủng hộ FPM                | 5           | 35,315    | 1.94  | 5   | 5   |
| Liên đoàn Cách mạng Armenia                | 4           | 13,726    | 0.75  | 3   | 1   |
| Phong trào Độc lập                         | 2           | 8,680     | 0.48  | 1   | 1   |
| Đảng Dân chủ Liban                         | 5           | 13,257    | 0.73  | 1   | 1   |
| Phong trào Nhân dân Liban                  | 1           | 1,353     | 0.07  | 1   | 1   |
| Phong trào Tương lai và các đồng minh      | 20          |           |       |     |     |
| Phong trào Tương lai                       | 38          | 244,960   | 13.44 | 19  | 7   |
| Ứng viên độc lập ủng hộ FM                 | 1           | 1,584     | 0.09  | 1   | 8   |
| Lực lượng Liban và các đồng minh           | 15          |           |       |     |     |
| Lực lượng Liban                            | 18          | 143,140   | 7.85  | 13  | 5   |
| Ứng Ứng viên độc lập ủng hộ LF             | 2           | 7,720     | 0.42  | 2   | 2   |
| Khác:                                      |             |           |       |     |     |
| Đảng Xã hội Tiến bộ                        | 10          | 83,023    | 4.56  | 9   | 2   |
| Phong trào Azm                             | 11          | 39,586    | 2.17  | 4   | 2   |
| Đảng Kataeb                                | 13          | 32,011    | 1.76  | 3   | 2   |
| Phong trào Marada                          | 6           | 26,532    | 1.46  | 3   |     |
| Al-Jama'a Al-Islamiyya                     | 4           | 14,419    | 0.79  | 0   | 1   |
| Khối Rifi                                  | 26          | 14,323    | 0.79  | 0   | mới |
| Khối Murr                                  | 1           | 11,945    | 0.66  | 1   |     |
| Đảng Đối thoại Quốc gia                    | 1           | 11,346    | 0.62  | 1   | Mới |
| Khối Phổ biến                              | 7           | 10,563    | 0.58  | 0   |     |
| Khối Khazen                                | 2           | 9,337     | 0.51  | 2   | mới |
| Đảng Cộng sản Liban                        | 8           | 8,604     | 0.47  | 0   |     |
| Đảng Thống nhất Ả Rập                      | 2           | 7,493     | 0.41  | 0   |     |
| Đảng Saaba                                 | 11          | 6,614     | 0.36  | 1   | Mới |
| Liên minh Liban                            | 1           | 3,762     | 0.21  | 0   |     |
| LiBaladi                                   | 5           | 2,345     | 0.13  | 0   | Mới |
| Đảng Tự do                                 | 5           | 2,142     | 0.12  | 0   | 1   |
| Hunchak                                    | 1           | 1,566     | 0.09  | 0   | 2   |
| LiBaladi                                   | 1           | 1,525     | 0.08  | 0   | Mới |
| 11 tháng 3                                 | 1           | 1,198     | 0.07  | 0   | Mới |
| Toilers League                             | 1           | 794       | 0.04  | 0   |     |
| Phong trào Al-Waqie                        | 1           | 699       | 0.04  | 0   |     |
| Phong trào Nhân dân                        | 2           | 671       | 0.04  | 0   |     |
| Ramgavar                                   | 3           | 616       | 0.03  | 0   | 1   |
| Đảng Xã hội Dân tộc Syria (Intifada)       | 2           | 536       | 0.03  | 0   |     |
| Đảng Xanh Liban                            | 2           | 510       | 0.03  | 0   | Mới |
| Lebanese Option Party                      | 8           | 446       | 0.02  | 0   |     |
| Phong trào Kháng chiến                     | 1           | 347       | 0.02  | 0   | Mới |
| You Stink                                  | 1           | 328       | 0.02  | 0   | Mới |
| Phong trào Dân chủ Cánh tả                 | 1           | 305       | 0.02  | 0   | 1   |
| Ứng viên độc lập, không ủng hộ bên nào     | 295         | 264,754   | 14.53 |     |     |
| Phiếu trống                                |             | 15,029    | 0.82  |     |     |
| Tổng                                       | 597         | 1,822,294 | 100   | 128 |     |
| Nguồn:                                     |             |           |       |     |     |

1. ↑  Chỉ bao gồm phiếu bầu của các ứng viên được bầu: Jamil Al Sayyed, Eddie Damrajian, Jihad Samad, Elwalid Succariyeh và Ibrahim Azar
2. ↑  Chỉ bao gồm phiếu bầu của các ứng viên được bầu: Elie Ferzli, Chamel Roukoz, Michel Daher, Neemat Frem and Farid Bustani
3. ↑  Chỉ bao gồm: Henri Chadid
4. ↑  Chỉ bao gồm phiếu bầu của các ứng viên được bầu: Jean Talouzian and Cesar Maalouf

## Phản ứng
Trong nước
Thủ tướng Saad Hariri, bình luận về kết quả bầu cử, thừa nhận rằng Phong trào Tương lai của ông có thể mất tới 12 số ghế, nhưng tái khẳng định: "Người chiến thắng trong cuộc bầu cử là đối tác của chúng tôi trong nguyên tắc ổn định và tôi hài lòng với kết quả". Tổng thư ký Hezbollah Hassan Nasrallah nói kết quả là "một chiến thắng chính trị và sự tin tưởng tuyệt vời" đối với Hezbollah, "những người bảo vệ dât nước" và luật bầu cử theo tỷ lệ đã giúp các phe phái chính trị có cơ hội có đại diện chiến thắng trong cuộc bầu cử, giảm đi khả năng họ bị loại trừ khỏi chính quyền. Ông nói thêm: "Hoa Kỳ và một số quốc gia vùng Vịnh đã bôi nhọ chiến dịch tranh cử trong một nỗ lực nhằm chống lại Hezbollah. Tuy nhiên, những nỗ lực của họ đều kết thúc trong thất bại... Không ai có thể tấn công vào Hezbollah vì nó có mặt ở các thị trấn và thành phố ở phía Nam như những mặt trận kháng chiến khi đối mặt với Nhà nước Israel và các nhóm khủng bố".
Ngoài nước
 Iran - Người phát ngôn Bộ Ngoại giao Iran Bahram Qassemi chúc mừng chính phủ và nhân dân Liban. Ông nói thêm: "Nước Cộng hòa Hồi giáo Iran tin rằng việc tổ chức các cuộc bầu cử hòa bình trong hoàn cảnh hiện tại trong khu vực được xem là một thành tựu lớn cho nền dân chủ Liban."
 Israel - Bộ trưởng Giáo dục Naftali Bennett đã viết trên Twitter: "Hezbollah = Liban... [Israel] sẽ không phân biệt giữa nhà nước có chủ quyền Liban với Hezbollah, và Liban phải chịu trách nhiệm bất kỳ hoạt động nào trong lãnh thổ của mình."
 Ả Rập Saudi và  Các Tiểu Vương quốc Ả Rập Thống nhất (UAE) - Theo Naharnet, Đại sứ UAE và Ả Rập Saudi tại Beirut đã ra một tuyên bố chung chúc mừng Samir Geagea và chiến thắng của ông.